# Eric Nystrom
Eric Nystrom (* 14. Februar 1983 in Syosset, New York) ist ein ehemaliger US-amerikanischer Eishockeyspieler, der während seiner aktiven Karriere zwischen 1999 und 2016 unter anderem 607 Spiele für die Calgary Flames, Minnesota Wild, Dallas Stars und Nashville Predators in der National Hockey League auf der Position des linken Flügelstürmers bestritten hat. Sein Vater Bob war ebenfalls ein professioneller Eishockeyspieler.

## Karriere
Eric Nystrom begann seine Karriere als Eishockeyspieler im USA Hockey National Team Development Program, für das er in der Saison 2000/01 in der United States Hockey League aktiv war. Anschließend spielte der Angreifer vier Jahre lang für die Mannschaft der University of Michigan. In dieser Zeit wurde er im NHL Entry Draft 2002 in der ersten Runde als insgesamt zehnter Spieler von den Calgary Flames ausgewählt, für die er in der Saison 2005/06 sein Debüt in der National Hockey League gab. Den Rest der Spielzeit verbrachte er jedoch bei deren Farmteam aus der American Hockey League, den Omaha Ak-Sar-Ben Knights, während er in der folgenden Spielzeit aufgrund einer Schulterverletzung insgesamt nur 17 Spiele in der AHL für Omaha bestreiten konnte. Ab der Spielzeit 2007/08, in der er zusätzlich für das AHL-Team Quad City Flames spielte, war Nystrom Stammspieler in der NHL-Mannschaft Calgarys. Anfang Juli 2010 unterzeichnete er als Free Agent einen Kontrakt bei den Minnesota Wild, bei denen er in der Saison 2010/11 Stammkraft war. Am 12. Oktober 2011 wurde er zu den Dallas Stars transferiert.
Im Juli 2013 unterzeichnete Nystrom einen Vierjahresvertrag im Gesamtwert von zehn Millionen US-Dollar bei den Nashville Predators. Das letzte Jahr seines Vertrags wurde ihm von den Predators jedoch im Juni 2016 ausbezahlt (buy-out), woraufhin er im Oktober 2016 das offizielle Ende seiner NHL-Karriere bekannt gab und sich dem norwegischen Verein Stavanger Oilers anschloss. Mit den Oilers gewann er in der Saison 2016/17 die norwegische Meisterschaft.

### International
Für die USA nahm Nystrom an der U18-Junioren-Weltmeisterschaft 2001 sowie den U20-Junioren-Weltmeisterschaften 2002 und 2003 teil. Im Seniorenbereich nahm er einzig an der Weltmeisterschaft 2010 in Deutschland teil.

## Erfolge und Auszeichnungen
| - 2002 Mason-Cup-Gewinn mit der University of Michigan - 2002 CCHA All-Rookie Team - 2003 Mason-Cup-Gewinn mit der University of Michigan | - 2005 Mason-Cup-Gewinn mit der University of Michigan - 2005 CCHA Best Defensive Forward - 2017 Norwegischer Meister mit den Stavanger Oilers |

## Karrierestatistik

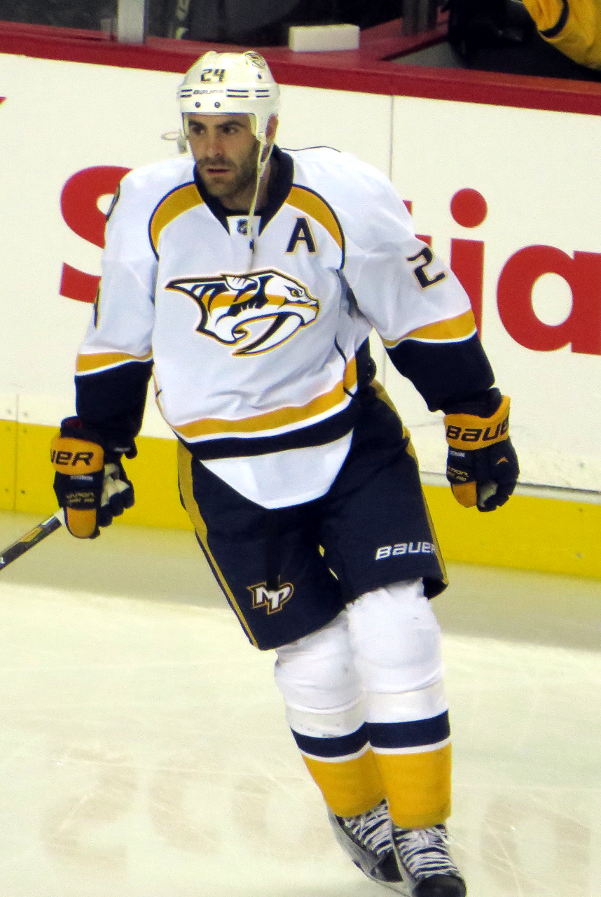
Nystrom im Trikot der Nashville Predators (2014)

### International
Vertrat die USA bei:
| - World U-17 Hockey Challenge 2000 - U18-Junioren-Weltmeisterschaft 2001 - U20-Junioren-Weltmeisterschaft 2002 | - U20-Junioren-Weltmeisterschaft 2003 - Weltmeisterschaft 2010 |

(Legende zur Spielerstatistik: Sp oder GP = absolvierte Spiele; T oder G = erzielte Tore; V oder A = erzielte Assists; Pkt oder Pts = erzielte Scorerpunkte; SM oder PIM = erhaltene Strafminuten; +/− = Plus/Minus-Bilanz; PP = erzielte Überzahltore; SH = erzielte Unterzahltore; GW = erzielte Siegtore; 1 Play-downs/Relegation; Kursiv: Statistik nicht vollständig)